# Soyuz TMA-8
Soyuz TMA-8 foi a vigésima-nona missão tripulada à Estação Espacial Internacional. Foi lançada do Cosmódromo de Baikonur em 30 de março de 2006, levando a bordo o cosmonauta russo Pavel Vinogradov, o astronauta norte-americano Jeffrey Williams, integrantes da Expedição 13 na estação orbital, e Marcos Pontes, o primeiro astronauta brasileiro, o primeiro lusófono, primeiro da América do Sul e o segundo latino-americano a ir ao espaço.

## Tripulação

### Decolagem
| Posição           | Tripulante                                  | Duração          | Pousou na   |
| ----------------- | ------------------------------------------- | ---------------- | ----------- |
| Comandante        | Pavel Vinogradov                            | 182d 22h 43m 17s | Soyuz TMA-8 |
| Engenheiro de voo | Jeffrey Williams                            | 182d 22h 43m 17s | Soyuz TMA-8 |
| UKP               | Marcos Pontes Primeiro brasileiro no espaço | 9d 21h 16m 52s   | Soyuz TMA-7 |

### Pouso
| Posição           | Tripulante       | Duração          | Lançou na   |
| ----------------- | ---------------- | ---------------- | ----------- |
| Comandante        | Pavel Vinogradov | 182d 22h 43m 17s | Soyuz TMA-8 |
| Engenheiro de voo | Jeffrey Williams | 182d 22h 43m 17s | Soyuz TMA-8 |
| Turista espacial  | Anousheh Ansari  | 10d 21h 04m 55s  | Soyuz TMA-9 |

## Parâmetros da missão
- Massa: 7 275 kg
- Perigeu: 200 km
- Apogeu: 241 km
- Inclinação: 51,67°
- Período orbital: 88,64 m

## Missão
A Missão Centenário, como foi designado o lançamento, permanência no espaço e retorno do cosmonauta brasileiro à ISS, recebeu este nome em homenagem ao centenário do voo de Santos Dumont no 14 Bis, ocorrido no dia 23 de outubro de 1906.
A Agência Espacial Brasileira (AEB) e a Agência Espacial Federal Russa (Roscosmos) assinaram um acordo para realizar a missão, que custou ao governo brasileiro vinte milhões de dólares.
Os membros da Expedição 13 substituíram o grupo da Expedição 12, formado por William McArthur e Valery Tokarev, que retornaram à Terra, junto com Marcos César Pontes a bordo da nave Soyuz TMA-7, missão anterior que havia levado a tripulação da Expedição 12 e, desde então, estava acoplada à ISS.
Antes de chegarem à ISS a tripulação descobriu a existência de água no interior do módulo orbital, causada por uma diferença de temperatura entre a cápsula de reentrada e o módulo. O problema não era crítico, mas, como os experimentos estavam alojados dentro do módulo orbital, eles poderiam ser danificados pela água. A tripulação encontrou a solução graças a uma frase que o Marcos Pontes disse em tom de brincadeira: "Era bom se tivéssemos um tubo extra para conectar a ventilação da cápsula com o módulo orbital, mas a única coisa que temos são as pernas de nossas calças". Eles solucionaram o problema com dois macacões extras, amarrando as pernas esquerdas para evitar vazamento e unindo as pernas direitas com alguns elásticos em torno de um tubo de papelão (capa de um manual) enrolado e colocado no interior da junção. Uma das extremidades do "tubo" ficou na saída da ventilação da cápsula e a outra, no interior do módulo orbital.
A aterrissagem da Soyuz TMA-7 aconteceu em 8 de abril de 2006.
O tenente-coronel da Aeronáutica Marcos Pontes realizou 155 órbitas e a duração total de sua missão foi de 9 dias,  21 horas e 17 minutos, durante os quais empreendeu diversos experimentos científicos, inclusive a observação de crescimento de feijão em microgravidade, encomendada por estudantes secundários de escolas públicas brasileiras.
No seu retorno à Terra em setembro de 2006, a tripulação da TMA-8 trouxe com ela a turista espacial Anousheh Ansari, que havia passado sete dias na estação, após subir com a tripulação da Soyuz TMA-9, que substituiu Vinogradov e Williams.

## Galeria
- Detalhe da bandeira do Brasil no foguete.
- A nave e o foguete sendo transportados para a torre de lançamento.
- A tripulação no Cosmódromo de Baikonur.
- Lançamento da TMA-08.
- O astronauta Jeffrey Williams dentro da nave.